# Place Marie-Madeleine-Fourcade
La place Marie-Madeleine-Fourcade est une voie située dans le quartier de Grenelle dans le 15e arrondissement de Paris.

## Situation et accès
La place Marie-Madeleine-Fourcade est une place publique accessible par la place Dupleix.
Elle est desservie à proximité par la ligne 6 à la station Dupleix.

## Origine du nom
Elle porte le nom de la résistante et chef du réseau Alliance, Marie-Madeleine Fourcade (1909-1989) – seule femme chef d'un réseau de résistance en France.

## Historique
La voie est ouverte dans les années 1990 sous le nom de « voie BX/15 », lors de la restructuration de la ZAC Dupleix (ancienne caserne Dupleix). Elle prend son nom actuel en 1995.